# 董一元
董一元，明代宣府前卫（在今张家口市宣化区）人。明朝边将。
为将门之后，其父董旸在嘉靖年间为宣府游击将军。与其兄董一奎以勇敢著称。嘉靖时，歷官蓟镇游击将军。因军功升迁為石门寨参将。隆庆初，迁副总兵，驻防古北口。移守宣府。万历十一年（1583年），以都督佥事为昌平总兵官，不久徙宣府。万历十五年（1587年），徙蓟州。久之，因事被劾罢。后以副总兵协守宁夏，擢升為延绥总兵官。后进署都督同知，入京为中府佥事。万历二十二年（1594年），一元與巡抚李化龙击败把兔儿，进左都督，加太子太保，廕本卫世指挥使。
萬曆朝鮮之役时，诏董一元隶总督邢玠麾下，参赞军事。不久，替代李如梅为御倭总兵官。万历二十六年，邢玠将援朝军分为三路，中路為董一元军进攻泗川，對決岛津义弘。董一元先攻取晋州，占领望晋，乘胜渡江，接连平毁永春、昆阳二座敌寨。十月初一日，在攻打泗川城門時，彭信古營火藥爆炸，明军前锋以为背后遭到伏击，竞相奔溃。日軍從城內殺出，明軍大敗，死傷六千餘人。日軍將明死亡士卒的鼻子割走，日後帶回日本。史稱第一次泗川之戰，明軍傷亡慘重。消息传至明朝，万历帝大怒，下诏斩游击马呈文、郝三聘，彭信古等人被降官职，董一元也被降級。這时豐臣秀吉去世，日軍急忙撤退，明軍追擊，陈璘追擊岛津义弘的撤退部隊，董一元得以恢复原官。萬曆二十七年（1599年）三月，回朝。卒年不詳。
董一元與麻貴、張臣、杜桐、達云並稱邊將，《明史》評價董一元“白沙堝、墨山之捷，奇偉不下王越。”